# اللجنة الدولية للطب العسكري
اللجنة الدولية للطب العسكري (ICMM)، هي منظمة دولية وحكومية دولية تتكون من أكثر من مئة دولة. تأسس المجلس الدولي للطب العسكري في عام ١٩٢١، استجابةً للمخاوف بشأن نقص الرعاية المقدمة خلال الحرب العالمية الأولى. تم إنشاؤها لتعزيز التعاون بين الخدمات الصحية للقوات المسلحة في جميع أنحاء العالم.

## تاريخها

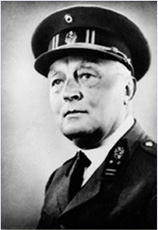
الطبيب العام جول فونكن (بلجيكا)، المؤسس المشارك والأمين العام للجنة الدولية للطب العسكري من عام ١٩٢١ حتى عام ١٩٧٥

في عام ١٩٢٠، بعد أن أثيرت القضايا بما في ذلك نقص الرعاية للضحايا والحاجة لتوثيق التعاون بين القوات المسلحة والخدمات الطبية في أعقاب الحرب العالمية الأولى، والنقيب ويليام إس بينبريدج الحاصل على دكتوراه في الطب (البحرية الأمريكية) والقائد الطبي جولز فونكن (بلجيكا) اقترحا إنشاء منظمة دولية للخدمات الطبية للقوات المسلحة في الدورة الثامنة والعشرين لجمعية الضباط الطبيين العسكريين الأمريكيين . دعمت الحكومة البلجيكية التطوير العملي لهذا المفهوم وعُقد المؤتمر الدولي الأول للطب العسكري والصيدلة في يوليو ١٩٢١ في بروكسل، بلجيكا، بحضور الملك ألبرت الأول ، وأسفر عن لجنة دائمة للمؤتمرات الدولية للطب العسكري والصيدلة. تم تأسيس الصيدلة رسميًا في ٢١ يوليو ١٩٢١ أثناء المؤتمر. الدول المؤسسة كانت بلجيكا والبرازيل وفرنسا وإيطاليا وإسبانيا وسويسرا والمملكة المتحدة والولايات المتحدة.

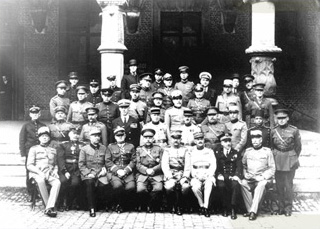
التجمع الدولي الأول للخدمات الطبية للجيوش والبحرية والقوات الجوية، يوليو ١٩٢١ ، بلجيكا

منذ تأسيسها ، كانت اللجنة الدولية لشؤون المفقودين تستجمع دائمًا الخدمات الصحية العسكرية من جميع الأطراف السياسية، بالزي العسكري الرسمي حتى أثناء الحرب الباردة. في ٢١ مايو ١٩٥٢ ، تم توقيع اتفاقية مع منظمة الصحة العالمية والتي اعترفت باللجنة باعتبارها «هيئة دولية متخصصة في الشؤون الطبية العسكرية». في ٢٨ مايو ١٩٩٠، غيرت اللجنة اسمها وأصبحت اللجنة الدولية للطب العسكري. تم التصويت على النظام الأساسي الجديد للمجلس الدولي للطب العسكري، الذي تم تنقيحه بما يتماشى مع سياسات العصر الحديث في الجمعية العامة المنعقدة في بكين الصين عام ١٩٩٦. وقع المجلس الدولي للطب العسكري مذكرة تفاهم مع منظمة الصحة العالمية في عام ٢٠٠٤ والمنظمة العالمية لصحة الحيوان في عام ٢٠٠٦.

## أهداف المجلس الدولي للطب العسكري
الهدف الرئيسي للمركز الدولي للطب العسكري هو التأكد من الممارسين في الخدمات الصحية لديهم الوسائل للعمل معًا ، باستخدام معاملة مماثلة في العمليات التي تقتضي على تعاون دولي . هذا هدف طويل المدى ويمكن للمركز الدولي للطب العسكري أن يعمل على تحقيقه بطرق عديدة منها : تشجيع الأنشطة التي يتم فيها تبادل الخبرات العلمية والتقنية ، خلال تطوير الاتصالات مع المجتمع العلمي ، ومن خلال تعزيز الأحداث الإقليمية. كل هذا سيمكنهم من تجميع الموارد والخبرات العلمية للطب العسكري سواء كان في مسرح العمليات أو في حالات الأزمات.
تشمل أهداف المجلس الدولي للطب العسكري الأخرى ما يلي:
- الحفاظ على العلاقات بين الخدمات الطبية للدول الأعضاء وتعزيزها
- تعزيز الأنشطة الطبية العسكرية العلمية
- تقديم أفضل الممارسات والمعايير التي يمكن أن تهدف إليها الدول الأعضاء
- المساعدة في تطوير التوصيات الطبية والعسكرية للعمليات الإنسانية (يمكن أن تتراوح من التدخلات الإنسانية للقوات المسلحة إلى عمليات حفظ السلام)
- تسهيل العلاقات بين الخدمات الطبية للقوات المسلحة للدول الأعضاء في المجلس الدولي للطب العسكري والمنظمات الدولية مثل منظمة الصحة العالمية ، والمنظمة العالمية لصحة الحيوان ، وبرنامج الأمم المتحدة المشترك المعني بفيروس نقص المناعة البشرية / الإيدز ، والجيش الدولي. المجلس الرياضي ، والجمعية البيطرية العالمية ، والجمعية الطبية العالمية، والاتحاد الصيدلاني الدولي .

أعدت الأهداف المذكورة أعلاه إلى لتطوير وضع الطب العسكري ، من خلال توفير الوصول إلى الأدوية داخل الوحدات العسكرية وتوفير وسائل فحص الافراد وتحسين الوصول إلى طب الطوارئ وتحسين الجراحة في مسرح العمليات وتحسين الاستجابة للكوارث وتوفير التدريب اللوجستي الطبي وتحسين الصحة العامة لطب الأسنان و الخدمات البيطرية والصيدلة.

## أنشطة
إضافةً إلى المؤتمر السنوي العالمي للجنة الدولية للطب العسكري ينظم المجلس الدولي للطب العسكري مؤتمرات إقليمية. بما في ذلك مجموعات العمل الإقليمية لعموم آسيا والمحيط الهادئ والبلدان الأمريكية والبلدان الإفريقية و البلدان الأوروبية والمغرب العربي والدول العربية. ينشر المجلس الدولي للطب العسكري أيضا المراجعة الدولية ربع السنوية للخدمات الطبية للقوات المسلحة مما يوفر رابط مادي بين الدول الأعضاء والخدمات الطبية.

## دراسة التدريب والتوجيه
أهداف المجلس الدولي للطب العسكري في مجال التدريب والتوجيه هي :
- التمكين من تبادل الأفكار حول أساليب التدريب المتبعة في العالم
- وضع مبادئ توجيهية غير مقيدة
- إنشاء قاعدة بيانات للتدريب الموجود
- تنظيم دورات دولية

## تقييم حالات الكوارث
يطور المجلس الدولي للطب العسكري المناقشات حول نشاط الخدمات الطبية أثناء الكوارث.

## التعاون مع المنظمات الدولية
لقد وقع المجلس الدولي للطب العسكري على اتفاقيات مع منظمة الصحة العالمية واللجنة الدولية للصليب الأحمر و المنظمة العالمية لصحة الحيوان و برنامج الأمم المتحدة المشتركة المعني بفيروس نقص المناعة البشرية ومتلازمة نقص المناعة المكتسب (الإيدز). هذه الاتفاقيات تنص على التعاون مع الخدمات الطبية للدول الأعضاء من أجل الكشف عن الأوبئة الرئيسية التي تشكل تهديدًا عالميًا بالصحة العامة و الاستجابة لها. وتتواصل جميع المنظمات واللجان المذكورة بكل حكومة على حدة.

## دراسة تطور القانون الدولي الإنساني
يتم تنظيم في قانون النزاعات المسلحة بدعم من سويسرا كل عام وهذه الدورة هي الواقع اللامركزية في مناطق مختلفة من العالم

## هيكل وعمل المجلس الدولي للطب العسكري
المجلس الدولي للطب العسكري هو منظمة دولية حكومية محايدة سياسيًا.
المجلس الدولي للطب العسكري يتألف من ١١٩ دولة عضو و ٣ دول مراقبة ، وجميعها اما أعضاء في الأمم المتحدة أو لديها تصريح مراقبة رسمي من الأمم المتحدة ، أو معترف بهم كأعضاء في منظمة الصحة العالمية. كما أن كل دولة عضو تمثل مندوب رسمي يتم تعيينه من قبل حكومة بلده. من أجل أن تكون الدولة عضوًا في المجلس الدولي للطب العسكري يجب أن تتقدم بطلب من الدول الأعضاء طلبًا صادرًا من وزارة الدفاع أو الشؤون الخارجية أو أي سلطة حكومية عليا أخرى. ومن ثم يتم توجيه هذا الطلب إلى الأمين العام وتتم الموافقة عليه من خلال جلسة للجمعية العامة للدول الأعضاء عند المؤتمر العالمي كل عامين. تدفع كل دولة عضو اشتراكًا يحدده الناتج المحلي الإجمالي ومستوى الدين وعدد السكان. ويمنح هذا الاشتراك الدولة حق التصويت في الجمعية العامة وتنظيم الأنشطة التي يقرها المجلس الدولي للطب العسكري. هناك واجب أخلاقي للمشاركة الفعالة يتبع عضوية الدول الأعضاء. توصيات الجمعية العامة دائمًا غير مقيدة مراقبة بصرامة بمبدأ سيادة كل دولة عضو ، فقط السلطة السياسية لكل دولة عضو هي التي تستطيع تغيير توصيات اللجنة الدولية للطب العسكري إلى قواعد قابلة للتطبيق على قواتها المسلحة.
وفق النظام الأساسي للمجلس الدولي للطب العسكري وتاريخه ، حدد مقر الأمين العام في بلجيكا والسلطة التنفيذية للمجلس الدولي للطب العسكري. من أجل الاستمرارية يتم الحفاظ على استقرار المقر. جميع المشاركون الاخرين متطوعين باستثناء عدد قليل من الأمناء التنفيذيين يعملون بأجر. يتم انتخاب الأمين العام لمدة ٤ سنوات قابلة للتجديد من قبل الجمعية العامة وهو رئيس الفرع التنفيذي للمركز الدولي للطب العسكري. الأمين العام الحالي اللواء المتقاعد غييرت لير ومساعده نائب الأمين العام اللواء بيير نيرينكس ومساعديه ، يمثلون الهيئة السياسية للأمانة العامة. وفق النظام الأساسي للمجلس الدولي للطب العسكري يعيَّن أمين عام ونائب بجليكي . تنفذ قرارات الجمعية العمومية من قبل الأمين العام وتعقد الجمعية العامة كل عامين بقيادة رئيس المجلس الدولي للطب العسكري ، وتختاره الدولة العضو المختار لتنظيم المؤتمر العالمي. وهو على رأس الفرع التشريعي للمجلس الدولي للطب العسكري من خلال الإشراف على أعمال الجمعية العامة خلال المؤتمر العالمي في بلاده . كما أن ولايته غير قابلة للتجديد تمتد بين جمعيتين عامتين . وترفع تقارير عن الأنشطة التنفيذية من الأمين العام إلى رئيس مجلس الإدارة.
المجلس العلمي يتحكم في جميع المسائل العلمية بتوجيه من رئيس المجلس واللواء هامبرت بواسو الحاصل على دكتوراه في الطب . لمدة ٤ سنوات قابله للتجديد تم انتخابه من قبل الجمعية العمومية . مساعده رئيس المجلس العلمي العميد جان جاك لا تيلاد العضو المنتدب من قبل الجمعية العامة تم انتخابه لمدة ٤ سنوات قابلة للتجديد . هناك لجان فنية لمساعدة المجلس العلمي في التخصصات الآتية : طبيب بيطري ، صيدلية ، طب أسنان ، تموين وتعليم. كما أيضًا يتم انتخاب رؤساء اللجان لمدة ٤ سنوات قابلة للتجديد من قبل الجمعية العامة.
عقد المؤتمر الثالث والاربعون للجنة الدولية للطب العسكري في سويسرا مدينة بازل ، في مايو عام ٢٠١٩

## روابط خارجية
- الموقع الرسمي
- المؤتمر العالمي الثالث والأربعون للمجلس الدولي للطب العسكري
- المركز المرجعي ICMM لتعليم القانون الدولي الإنساني والأخلاق الصفحة الرئيسية